# エドモンド・ハミルトン
エドモンド・ムーア・ハミルトン（Edmond Moore Hamilton, 1904年11月21日 - 1977年2月1日）は、アメリカ合衆国のSF作家、ホラー作家、推理作家。
オハイオ州ヤングスタウン（Youngstown）生まれ、ペンシルベニア州ニューキャッスル育ち。
ペンネームとして他に、ロバート・キャッスル（Robert Castle）、ロバート・ウェントワース（Robert Wentworth）、S・M・テネショー（S.M. Tenneshaw）などがある。またホラー作品専用のペンネームにヒュー・デイヴィッドスン（Hugh Davidson）がある。ハウスネーム（複数作家の共有ペンネーム）にウィル・ガース（Will Garth）、ジョン・S・エンディコット（John S. Endicott）、アレクサンダー・ブレイド（Alexander Blade）がある。「キャプテン・フューチャー」専用のハウスネームとしてブレット・スターリング（Brett Sterling）がある。
妻はSF作家のリイ・ブラケット。
ハミルトン作品の邦訳第一号は国枝史郎訳のアンソロジー「恐怖街」（1939年、松光書院）に収載された「獣人」(Beasts That Once Were Men、1936年)　である。

## 生涯
父スコット・B・ハミルトンは鉄工所を経営し、新聞の寄稿漫画家でもあった。ハミルトン家はスコットランド系アイルランド人で、ウェールズ系やアメリカ・インディアンの血も引いており、代々長老派教会の信徒であった。母親モード・ホィーナリイは元教師でクエーカー教徒だった。ハミルトンの誕生後間もなく、父親が農場経営に失敗し、貧困生活を送った末、6歳の時に母親の故郷ニューキャッスルに転居、父親は地方新聞社に就職した。10歳でハイスクールに入学し、14歳で厳格な長老派教会の学校であるウェストミンスター・カレッジに入学し、物理学を専攻する。しかし、周囲の学生との年齢差に悩み、『オールストーリー・マガジン』誌や『アーゴシー』誌などのパルプ・マガジンのファンタジー小説にのめりこむようになる。その結果、学業や礼拝をおろそかにするようになり、3年次の半ば、17歳で放校される。その後ペンシルベニア鉄道のパート職を転々とする。
1924年、20歳で処女短編「Beyond the Unseen Wall」を書き、『ウィアード・テイルズ』誌に持ち込む。同作は改稿の末、『ウィアード・テイルズ』誌1926年8月号に「マムルスの邪神」（The Monster-God of Mamurth）として掲載され、作家デビューする。続けて第2作となる長編「Across Space」（火星人が地球を滅ぼすために他の惑星を軌道から引き離してぶつけようとするというストーリー）を執筆し、『ウィアード・テイルズ』誌1926年9月号から11月号に掲載される。1928年、短編「凶運の彗星」（The Comet Doom）を『アメージング・ストーリーズ』誌に発表し、メジャー誌にデビューを果たす。しかし、狭いファン層向けのマイナー雑誌『ウィアード・テイルズ』への恩を忘れず、H・P・ラヴクラフトやロバート・E・ハワードらと共に中核メンバーであり続け、以後1948年までに79編の作品を同誌に寄稿している。
SF黎明期に多くのスペースオペラを発表し、地球規模、あるいは宇宙規模のクライシスを数多く描き、「ワールドレッカー（宇宙破壊者）」「ワールドセイヴァー（世界救済者）」の異名をとった。当時の作品は深みには乏しいもののアイディアが豊富で、その後のSFでしばしば使われるガジェットが多数含まれている。この時期の主な作品に「星間パトロール」シリーズ、「スターキング」シリーズ、「キャプテン・フューチャー」シリーズがある。
1930年代ごろからは年下の友人、SF作家ジャック・ウィリアムスンの影響もあり意図的に作風を変え始め、持ち前の豊富なアイディアに加えてペシミスティックな虚無感を盛り込むようになった。このころの代表的な作品のひとつが、マッドサイエンティスト物の名作として知られる短編「フェッセンデンの宇宙」である。これは実験室内に「ミニチュアの宇宙」を創造してしまう科学者を描き、我々の住む宇宙もその種の科学者の創造物ではないかという不安感を掻き立てる名作である。
また1935年から1940年にかけてミステリ専門のパルプ・マガジン『ポピュラー・ディテクティブ(Popular Detective)』誌、『スリリング・ディテクティブ(Thrilling Detective)』誌、『スリリング・ミステリー(Thrilling Mystery)』誌などに30編のミステリを発表している。
1940年代にはロサンゼルスに居を構え、執筆活動の傍らSFファンダムや後進の若手作家たちとの交流を深める。1946年12月31日に同じSF作家のリイ・ブラケットと結婚（ちなみにこのときの付添人はリイの後輩作家で弟子でもあったレイ・ブラッドベリが務めた）。結婚を機にオハイオ州キンズマン(Kinsman)に転居。
1946年から1966年にかけて、旧知の編集者モート・ワイジンガーの誘いでDCコミックスの看板タイトル『スーパーマン』と『バットマン』の原作を書いている（総計314編）。中でも特に著名なものは「Superman Under the Red Sun」(Action Comics #300, 1963。遠未来の赤い太陽に照らされた地球ではスーパーパワーが発揮できず、そこから脱出できなくなるというストーリー）。
第二次世界大戦後には既に過去の作家と見なされるようになっていたが、『時果つるところ (City at World's End)』（1951年）でカムバック、健在ぶりを示した。戦後の代表作としてほかに『虚空の遺産 (The Hounted Star)』（1960年）がある。
最晩年にはニュー・スペースオペラとも言うべき「スターウルフ」シリーズを発表した。しかし第3巻『望郷のスターウルフ』 (World of the Starwolves)を発表し、第4巻『Run Starwolf』に取り掛かった直後の1977年2月1日、カリフォルニア州ランカスターにおいて腎臓手術の予後不良により死去(72歳)。なお、妻のリイもその翌年、後を追うかのように死去している。
大の読書家で、ドイツ語、フランス語、イタリア語を自由に読みこなした。また音楽愛好家でもあり、バッハからニューオーリンズ・ジャズまで、グランド・オペラから民謡まで多くのレコードをコレクションしていた。

## 日本語訳作品リスト

### 星間パトロール (Interstellar Patrol) シリーズ
- 『星間パトロール 銀河大戦』 (Outside the Universe、深町眞理子訳、ハヤカワ文庫SF） 1971.1　ISBN 978-4150100155
- 『星間パトロール 太陽強奪』 (The Star Stealers and other Stories、深町眞理子訳、ハヤカワ文庫SF）1972.3　ISBN 978-4150100537
  - 「激突する太陽」(Crashing Suns (1928)）
  - 「太陽強奪」 (The Star Stealers (1929)）
  - 「星雲のなかで」(Within the Nebula (1929)）
  - 「彗星を駆るもの」(The Comet-Drivers  (1930)）
  - 「宇宙の暗雲」(The Cosmic Cloud (1930)）

### 他の長編
- 『虚空の遺産』（The Haunted Stars (1960)、川口正吉訳、ハヤカワSFシリーズ） 1964.9
  - 『虚空の遺産』（The Haunted Stars (1960)、安田均訳、ハヤカワ文庫SF） 1981.12　ISBN 978-4150104597
- 「時果つるところ」（City at Wold's End (1950)、大山優訳、 早川書房、世界SF全集11『ハミルトン / ラインスター』） 1969.11
  - 『百万年後の世界』(City at Wold's End (1950)、野田宏一郎訳、講談社。世界の科学名作9） 1965.8
  - 『地球最後の都市』(City at Wold's End (1950)、内田庶訳、偕成社、SF(科学小説)名作シリーズ18） 1968.10
- 『滅びの星』（Doomstar (1966)、鎌田三平訳、久保書店SFノベルズ） 1981.9
- 『最後の惑星船の謎』（The Valley of Creation (1948)、田沢幸男訳、久保書店QTブックス） 1975.6

### 日本でまとめられた短篇集
- 『フェッセンデンの宇宙』（早川書房、ハヤカワ・SF・シリーズ） 1972.9
  - 「フェッセンデンの宇宙」(1950年版)（Fessenden's World (1950)、稲葉明雄訳）
  - 「反対進化」（Devolution (1936)、小尾芙佐訳）
  - 「未来を見た男」（The Man who Saw the Future (1930)、小尾芙佐訳）
  - 「翼をもつ男」（The Man who Hath Wings (1938)、荒俣宏訳）
  - 「追放者」（Exile (1943)、斎藤伯好訳）
  - 「虚空の死」（The Dead Planet (1946)、小尾芙佐訳）
  - 「ベムがいっぱい」（Wacky World (1942)、森勇謙訳）
  - 「時の廊下」（The Inn Outside the World (1945)、永井淳訳）：「人類最後の男」の訳題で別冊宝石（昭和39年3月号）に掲載。「世界の外のはたごや」の訳題で『マイ・ベストSF』（中村能三訳、創元SF文庫）に収録。
  - 「世界のたそがれに」（In the World's Dusk (1936)、小笠原豊樹訳）
  - 「何が火星に」（What's It Like Out There? (1952)、矢野徹訳）
  - 解説：森優

- 『星々の轟き』（青心社、青心社SFシリーズ） 1982.7
  - 「進化した男」（The Man Who Evolved (1931)、風見潤訳）
  - 「星々の轟き」（Thundering Worlds (1934)、鎌田三平訳）
  - 「呪われた銀河」（The Accursed Galaxy (1935)、酒匂真理子訳）
  - 「漂流者」（Castaway / The Man Who Called Himself Poe (1969）、田中克己訳）
  - 「異星からの種」（The Seeds from Outside (1937)、山田順子訳）
  - 「レクイエム」（Requiem (1962)、安田均訳）
  - 「異境の大地」（Alien Earth (1949)、宮脇孝雄訳）
  - 「プロ」（The Pro (1964)、伊藤典夫訳）：新潮文庫『スペースマン』(1985)にも収録
  - 解説：安田均
  - エドモンド・ハミルトン作品リスト：安田均編

- 『フェッセンデンの宇宙』（河出書房新社、奇想コレクション） 2004.4　ISBN 978-4309621845
  - 「フェッセンデンの宇宙」(1937年版) (Fessenden's World (1937)、中村融訳）
  - 「風の子供」（Child of the Winds (1936)、中村融訳）
  - 「向こうはどんなところだい?」 (What's It Like Out There? (1952)、中村融訳）
  - 「帰ってきた男」（The Man Who Returned (1934)、中村融訳）
  - 「凶運の彗星」（The Comet Doom (1928)、中村融訳）
  - 「追放者」 (Exile (1943)、中村融訳）
  - 「翼を持つ男」（The Man who Hath Wings (1938)、中村融訳）
  - 「太陽の炎」（Sunfire! (1962)、中村融訳）
  - 「夢見る者の世界」 (Dreamer's Worlds (1941)、中村融訳）

- 『フェッセンデンの宇宙』（河出文庫） 2012.9
  - 「フェッセンデンの宇宙」（1937年初稿版） (Fessenden's World (1937)、中村融訳）
  - 「向こうはどんなところだい?」（What's It Like Out There? (1952)、中村融訳）
  - 「翼を持つ男」（The Man who Hath Wings (1938)、中村融訳）
  - 「帰ってきた男」（The Man Who Returned (1934)、中村融訳）
  - 「追放者」（Exile (1943)、中村融訳）
  - 「風の子供」（Child of the Winds (1936)、中村融訳）
  - 「凶運の彗星」 (The Comet Doom (1928)、中村融訳）
  - 「太陽の炎」（Sunfire! (1962)、中村融訳）
  - 「夢見る者の世界」（Dreamer's Worlds (1941)、中村融訳）
  - 「世界の外のはたごや」（The Inn Outside the World (1945)、中村融訳）
  - 「漂流者」（Castaway / The Man Who Called Himself Poe (1969）、中村融訳）
  - 「フェッセンデンの宇宙」（1950年改稿版）(Fessenden's World (1950)、中村融訳）

- 『反対進化』（中村融編、創元SF文庫） 2005.3　ISBN 978-4488637033
  - 「アンタレスの星のもとに」 (Kalder, World of Antares (1933)、中村融訳）
  - 「呪われた銀河」（The Accursed Galaxy (1935)、中村融訳）
  - 「ウリオスの復讐」 (The Vengence of Ulios / The Avenger from Atlantis (1935)、市田泉訳）
  - 「反対進化」（Devolution (1936)、中村融訳）
  - 「失われた火星の秘宝」（Lost Treasure of Mars (1940)、中村融訳）
  - 「審判の日」（Day of Judgement (1946)、中村融訳）
  - 「超ウラン元素」（Transuranic (1948)、市田泉訳）
  - 「異境の大地」（Alien Earth (1949)、中村融訳）
  - 「審判のあとで」（After a Judgement Day (1963)、市田泉訳）：初訳のSFマガジン1977年8月号掲載時のタイトルは「審判の後に」(風見潤訳)
  - 「プロ」（The Pro (1964)、中村融訳）

- 『眠れる人の島』（中村融編、創元SF文庫）2005.12　ISBN 978-4488637040
  - 「蛇の女神」（Serpent Princess (1948)、中村融訳）
  - 「眠れる人の島」（The Isle of the Sleeper (1938)、中村融訳）
  - 「神々の黄昏」（The Twilight of the Gods (1948)、市田泉訳）
  - 「邪眼の家」（The House of Evil Eyes (1936)、市田泉訳）
  - 「生命の湖」（The Lake of Life (1937)、中村融訳）

### まとめられていない中・短編
- 「マムルスの邪神」 (The Monster-God of Mamurth)：谷口高夫訳、S-Fマガジン 1977年8月号に掲載
- 「樹のごときもの歩む」 (The Plant Revolt)：矢野徹訳、S-Fマガジン 1962年9月号に掲載
- 「吸血鬼の村」 (Vampire Village)：江本多栄子訳、『吸血鬼伝説』原書房(1997)に収録。ヒュー・デイヴィッドスン名義[4]
- 「大氷原突破!」 (Under the White Star)：袖木純訳、S-Fマガジン 1975年12月号に掲載
- 「さいはての星」 (Forgotten World)：坂田治訳、S-Fマガジン 1962年11月号に掲載
- 「太陽破壊者」 (The Sun Smasher)：中上守訳、『太陽破壊者』日本文芸社(1978)に収録
- 「獣人」 (Beasts That Once Were Men)：国枝史郎訳、『恐怖街』松光書院(1939)に収録

### エッセイ
- 「寄稿者、愛読者にとって《ウィアード・テールズ》は“クラブ”と呼ぶにふさわしいものですらあった。」：『ウィアード・テールズ 4』国書刊行会（1985年）に収載

## ミステリ
- 「整形外科手術」：『探偵倶楽部』1957年（昭32）10月号（共栄社）に掲載。訳・西田政治。目次ではE・ハミルトン表記。本文ではエドモンド・スミルトン表記。

## アレクサンダー・ブレイド名義
- 『宇宙艦隊の奇襲』（Battle for the Stars (1956)、アレキサンダー・ブレイド名義、吉川純子訳、久保書店SFノベルズ） 1979.7
- 「黒い惑星」 (The Octopus of Space) ：『謎の恒星間航法』（アラン・E・ナース、久保書店SFノベルズ）に併録